# Callista chione
Pour les articles homonymes, voir vernis.
Espèce
Le vernis (Callista chione, autrefois appelée Cytherea chione) est une espèce de gros bivalve de la famille des Veneridae. Il doit son nom vernaculaire à l'aspect lisse et luisant de son périostracum.
Le vernis vit dans des sables propres de l'étage infralittoral, jusqu'à une profondeur de 200 m environ. Il est exceptionnel de le trouver sur l'estran. Son aire de distribution comprend la Méditerranée et les côtes atlantiques, du sud des Îles Britanniques au Maroc.
Les plus gros spécimens peuvent mesurer jusqu'à 11 cm, mais les tailles les plus courantes sont comprises entre 6 et 8 cm. La coquille est épaisse, de forme ovale. À l'extérieur, sa teinte est d'un beau brun rougeâtre, verni. Elle est généralement d'un blanc pur à l'intérieur.
Comme pour l'immense majorité des bivalves, l'alimentation du vernis est de type microphage suspensivore. La consommation porterait surtout sur les algues microscopiques plutôt que sur les bactéries du plancton.
Les sexes sont séparés, comme chez la plupart des bivalves et la ponte a lieu au printemps. L'espèce ne commence pas à se reproduire avant sa seconde année de vie et peut atteindre l'âge de 17 ans au moins
Quoique de consistance très ferme, l'espèce est comestible. Elle est donc régulièrement pêchée et commercialisée, notamment en Méditerranée. La pêche y est pratiquée au moyen de dragues. La taille minimale autorisée pour la pêche du vernis (désigné ici sous le nom de palourde rouge) par la législation communautaire européenne est de 6 cm ; elle est de 7 cm pour le gisement des Glénan (Finistère). Ce coquillage est commercialisé à l'état frais sur les marchés méditerranéens ou préparé en conserves.
Des coquilles de vernis portant des traces d'utilisation comme outils ont été trouvées dans des sites moustériens d'Italie du Sud comme la grotte des Moscerini, et dans des dépotoirs à coquilles du Mésolithique sur la façade atlantique de la France.
Valve droite et gauche du même spécimen:

Valve droite
Valve gauche